# 가르바하레이
가르바하레이(소말리아어:Garbahaarreey)는 소말리아 게도 주의 주도다. 인구는 2015년 기준 286,324명이다.